# Pałac w Mierczycach

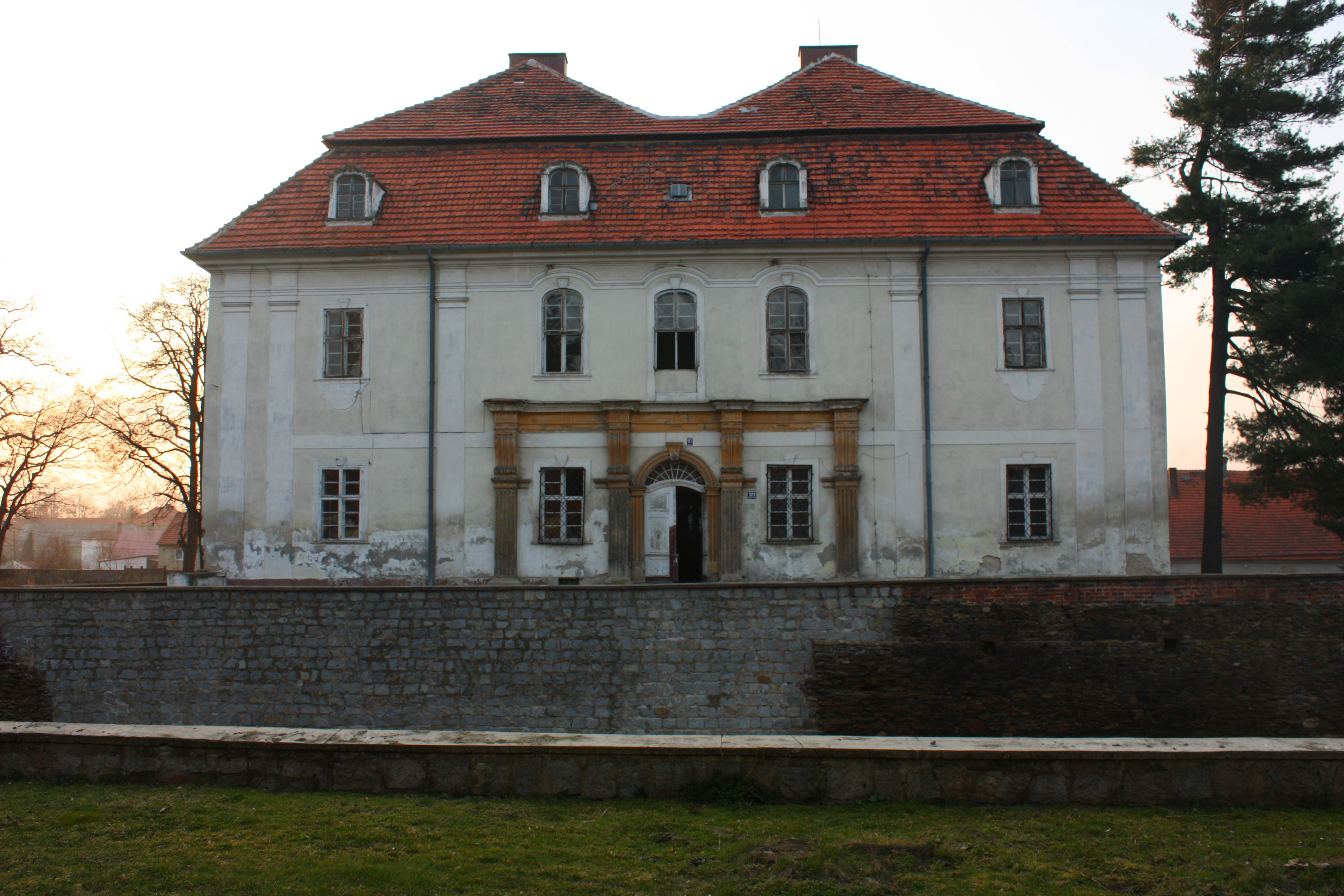
Pałac

Pałac w Mierczycach – zabytkowy pałac w Mierczycach – wsi w Polsce, w województwie dolnośląskim, w powiecie jaworskim, w gminie Wądroże Wielkie, w dolinie rzeki Wierzbiak.

## Historia
Obecne barokowe założenie pałacowo-parkowe powstało w miejscu renesansowego dworu obronnego z XVII w. Ówczesny właściciel dóbr mierczyckich, Hans Friedrich von Schweinichen obudował pałac otoczony fosą o park w stylu ogrodu francuskiego. Pałac był przebudowywany w 1880 r. oraz współcześnie w 1978 r. 

## Opis
Obiekt jest to dwukondygnacyjna budowla otoczona fosą, której brzegi odmurowane są kamieniem. Przez fosę przerzucono od frontu dwa kamienne, narożne mosty. Obecnie jest w rękach prywatnych. Na pałacu znajdowała się wysoka wieża, która została zbombardowana podczas II wojny światowej. Nikt nie podjął się zadania rekonstrukcji wieży. Przy pałacu folwark, w skład którego wchodzą: dwie oficyny mieszkalno-gospodarcze (nr 118 i 119), trzy obory, stodoła (I-III), budynek gospodarczy (warsztat).